# Palazzo Piepoli
Palazzo Piepoli è un palazzo storico di Modugno (BA) che si erge nella centralissima Piazza del Popolo.

## Storia e descrizione
Nonostante sia stato costruito all'inizio del XVIII secolo ha uno stile rinascimentale che ben si armonizza con i palazzi circostanti. Costruito dalla famiglia Piepoli, si innalza su due livelli: il primo mostra un prospetto liscio, mentre il secondo è caratterizzato da un bugnato ben squadrato. Il portale è ornato da colonne di ordine ionico e sormontato da una statua di S. Michele. Sulla trabeazione sono scolpite due facce (forse i ritratti dei proprietari) e l'inno in lingua latina: “NEC MHI NEC MEIS, SED CUI DEUS, ET DIES. A.D. MDCCIII” (Traduzione italiana: né per me, né per i miei, ma per colui al quale Dio o il tempo vorranno. Anno del Signore 1703).
Molto caratteristici sono i mascheroni scolpiti agli angoli del palazzo. Quello sull'angolo destro della facciata rappresenta una testa umana che rivolge degli sberleffi al dirimpettaio  Palazzo Pascale-Scarli probabilmente con allusione ai difficili rapporti che correvano fra la famiglia Piepoli e la famiglia Scarli. Sotto la testa è riportata l'iscrizione: “FRUSTRA PARTENTANT NAM ASCENDENDO VANESCIT” (Traduzione italiana: Invano tentano di afferrarlo, poiché salendo scompare)
Il mascherone sull'angolo sinistro della facciata rappresentano una testa umana in atteggiamento serio, in ossequio della Chiesa Matrice verso la quale guarda. È presente l'iscrizione: “FRAN PIPOILI A FUNDMTIS EREXIT” (Traduzione italiana: Francesco Piepoli eresse dalle fondamenta).

## Galleria d'immagini

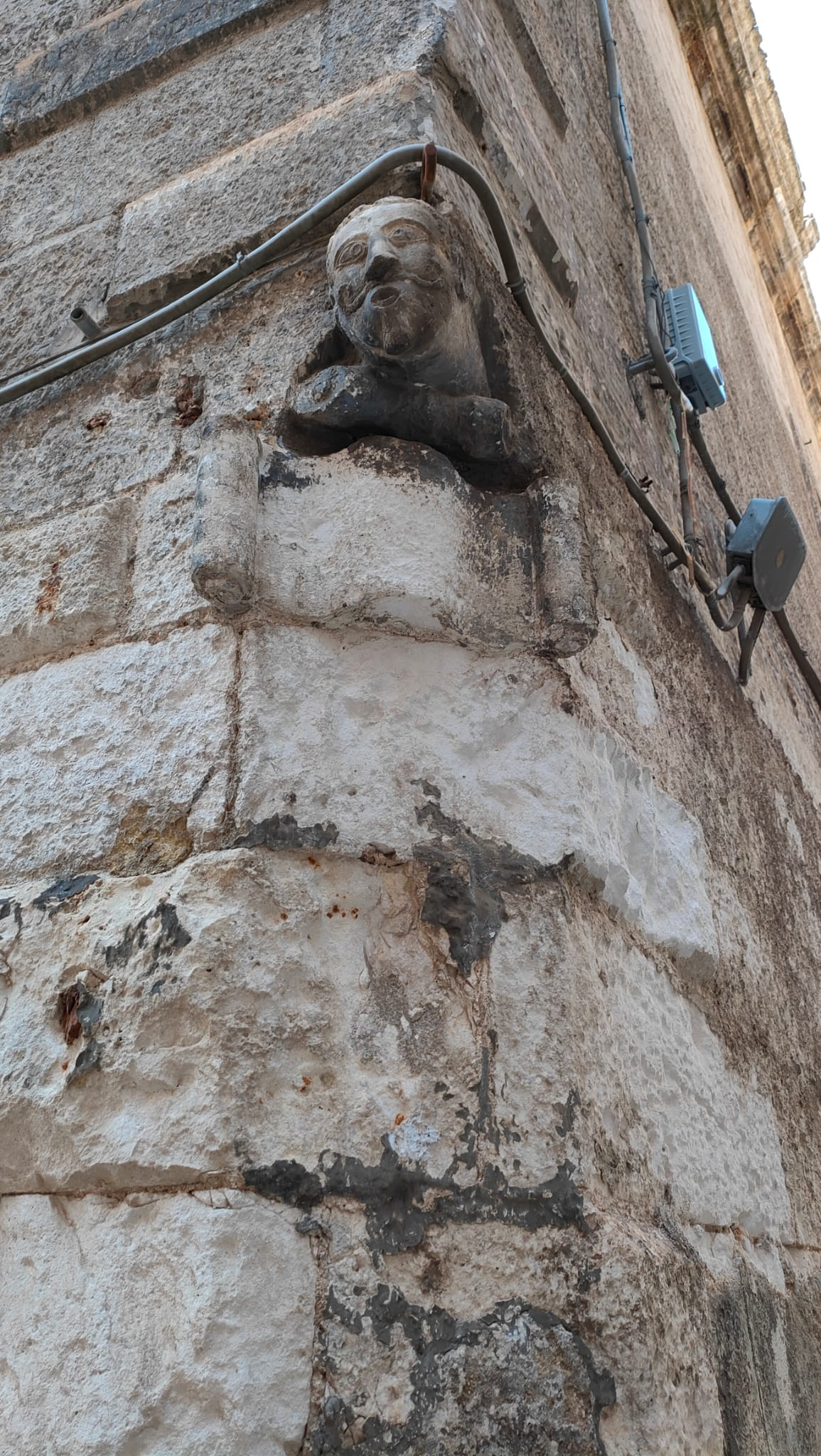
Mascherone destro, provocatorio (FRUSTRA PARTENTANT NAM ASCENDENDO VANESCIT)
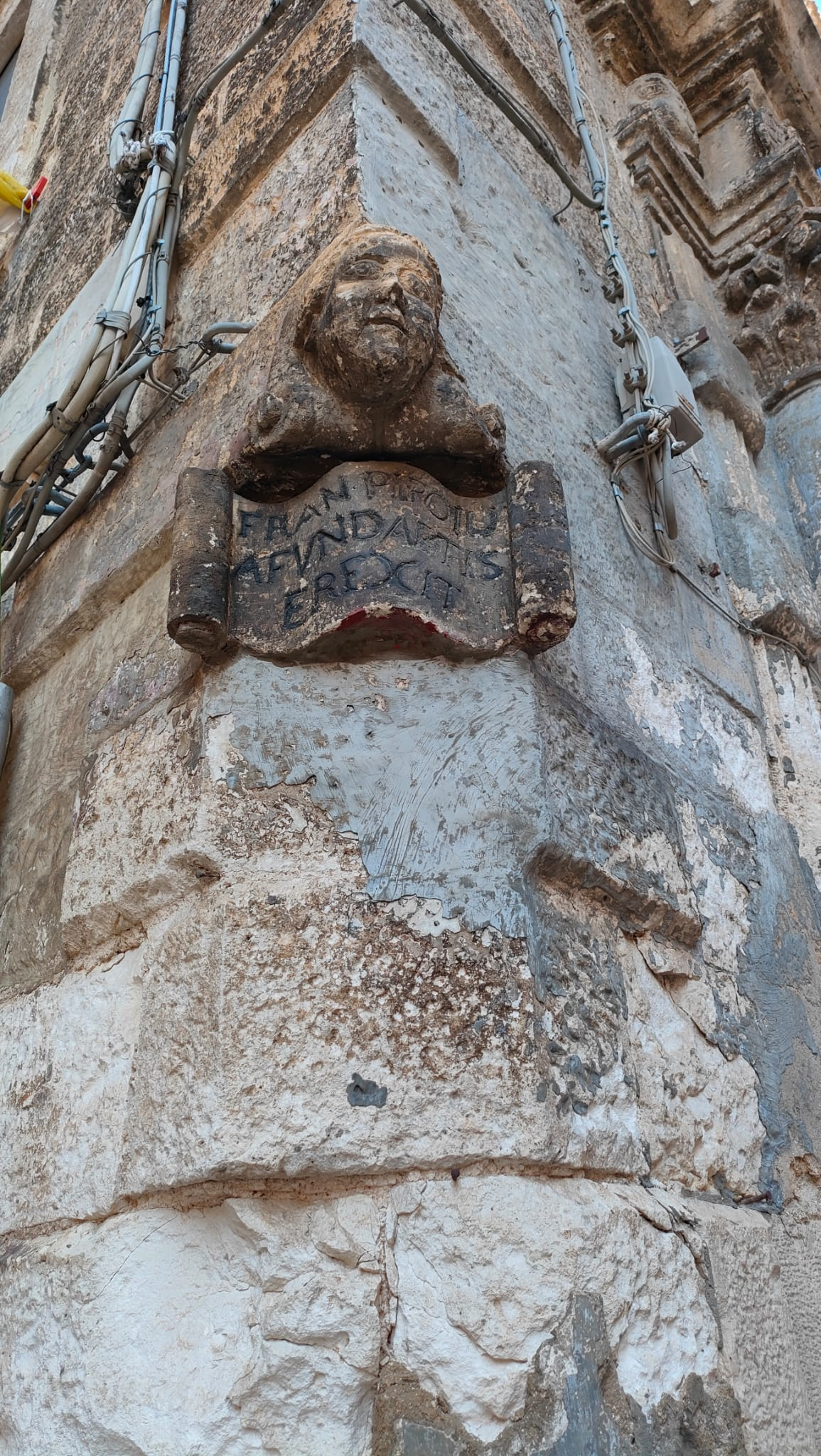
Mascherone sinistro, serio (FRAN PIPOILI A FUNDMITS EREXIT)